# Low Juan Shen
Low Juan Shen (* 30. Dezember 1993) ist ein malaysischer Badmintonspieler. 

## Karriere
Low Juan Shen siegte bei der Vietnam International Series 2014 und den Bangladesh International 2014. 2014 startete er auch bei den Badminton-Asienmeisterschaften. Bei den nationalen Titelkämpfen 2015 belegte er Rang drei. 

## Sportliche Erfolge
| Saison | Veranstaltung                       | Disziplin | Platz | Starter                             |
| ------ | ----------------------------------- | --------- | ----- | ----------------------------------- |
| 2013   | Islamic Solidarity Games 2013       | MD        | 1     | Low Juan Shen / Tan Yip Jiun        |
| 2014   | Vietnam International Series 2014   | MD        | 1     | Low Juan Shen / Ong Yew Sin         |
| 2014   | Vietnam International 2014          | MD        | 3     | Nelson Heg Wei Keat / Low Juan Shen |
| 2014   | Bangladesh International 2014       | MD        | 1     | Low Juan Shen / Ong Yew Sin         |
| 2015   | Vietnam International Series 2015   | MD        | 3     | Low Juan Shen / Tai An Khang        |
| 2016   | Indonesia Open Grand Prix Gold 2016 | MD        | 3     | Chooi Kah Ming / Low Juan Shen      |
| 2016   | Malaysia International 2016         | MD        | 1     | Chooi Kah Ming / Low Juan Shen      |
| 2016   | USM International 2016              | MD        | 1     | Chooi Kah Ming / Low Juan Shen      |
| 2017   | World Championships 2017            | MD        | 17    | Chooi Kah Ming / Low Juan Shen      |